# 鳥居清重

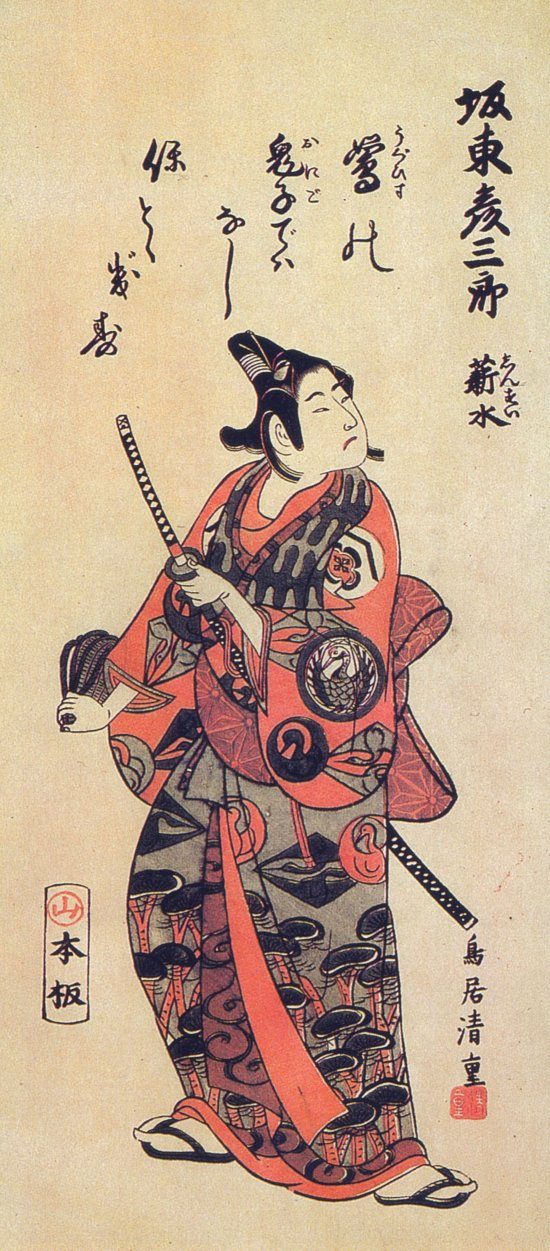
「坂東彦三郎　薪水」　二代目坂東彦三郎を描いた紅摺絵。「鴬の　鬼子ではなし　ほととぎす」の句を添える。清重画。

鳥居 清重（とりい きよしげ、生没年不詳）とは、江戸時代の浮世絵師。

## 来歴
鳥居清信晩年の門人とされており、清朝軒とも号したという。江戸小網町に住んだと伝わる。作画期は享保から宝暦13年（1763年）頃にかけてで、役者絵及び美人画、また黒本や青本の挿絵を描いた。清重の役者絵には四代目市川團十郎などを似顔として描いたものが見られる。清重が活動した時代、役者の顔は実際に似せて描かれず、似顔の役者絵が一般に描かれるようになるのは勝川春章の活躍以降のことであるが、清重の役者絵はその以前の作例として注目される。ただし似顔として描いているのは立役の役者に限られ、若女形の役者は似顔にはなっていない。その作風はややずんぐりとした硬質な人物描写ながら、様式的な鳥居派の中にあって役者の個性に迫ろうとする新鮮な意欲が感じられる。

## 作品
- 「隠れ蓑を持つ和実の澤村宗十郎」　幅広細判漆絵　東京国立博物館蔵
- 「宝蔵の鍵を持つ本実の坂東彦三郎」　幅広細判漆絵
- 「宝の小槌を持つ荒実の初代大谷廣治」　幅広細判漆絵　東京国立博物館蔵
- 「市川海老蔵の暫」　大判紅絵
- 「二代目市川團十郎の不破伴左衛門と大谷廣次の由井濱忠節」　漆絵　城西大学水田美術館所蔵
- 「立美人図」　紙本着色　浮世絵太田記念美術館所蔵
- 「矢の根五郎図」　紙本着色　たばこと塩の博物館所蔵
- 「佐野川市松立姿図」　紙本着色　熊本県立美術館所蔵
- 「草摺引図」　板絵着色　麻布美術館旧蔵